# Monika Zehrt
Monika Zehrt, nemška atletinja, * 29. september 1952, Riesa, Vzhodna Nemčija.
Nastopila je na olimpijskih igrah leta 1972 in tam osvojila naslova olimpijske prvakinje v teku na 400 m in štafeti 4×400 m. V slednji disciplini je osvojila tudi naslov evropske prvakinje leta 1971. V letih 1971 in 1972 je z vzhodnonemško reprezentanco štirikrat postavila svetovni rekord v štafeti 4 x 400 m, tudi ob olimpijski zmagi.